# Entwicklungsquotient
Der Entwicklungsquotient, Abkürzung  EQ, ist eine Kenngröße zur Bewertung des Entwicklungsstandes bei Kindern und Kleinkindern und setzt den Leistungsstand (Entwicklungsalter) zum Lebensalter in Beziehung.

## Anwendung
Eine Objektivierung der Intelligenzminderung erfolgt, neben den Intelligenztests auch durch einen standardisierten Entwicklungstest.
Das Verhältnis von Entwicklungsstand und Lebensalter wird im Individualfall anhand des Entwicklungsquotienten (Abkürzung EQ; in Analogie zum Intelligenzquotient) bestimmt. Zuerst wird dazu das Entwicklungsalter eines Individuums ermittelt. Der Entwicklungsquotient ergibt sich dann nach der Formel:
```
Entwicklungsalter / Lebensalter × 100 = EQ-Wert
```

Als Mittelwert wird 100 angenommen. Ein EQ über 100 bedeutet eine beschleunigte Entwicklung (Akzeleration) und ein EQ-Wert unter 100 eine verzögerte Entwicklung (mentale Retardation).